# 35461 Mazzucato
35461 Mazzucato este un asteroid din centura principală de asteroizi.

## Descriere
35461 Mazzucato este un asteroid din centura principală de asteroizi. A fost descoperit pe 26 februarie 1998 la San Marcello Pistoiese de Luciano Tesi și Andrea Boattini. Asteroidul prezintă o orbită caracterizată de o semiaxă mare de 2,46 ua, o excentricitate de 0,10 și o înclinație de 5,4° în raport cu ecliptica.